# 8. Kavallerie-Brigade (Deutsches Kaiserreich)
Die 8. Kavallerie-Brigade war ein Großverband der Preußischen Armee.

## Geschichte
Die 8. Kavallerie-Brigade wurde am 5. November 1816 als Kavallerie-Brigade der Truppen-Brigade in Erfurt aufgestellt und am 22. Dezember 1819 in 8. Kavallerie-Brigade umbenannt.
Von 1901 an hatte sie ihren Standort in Halle an der Saale und war bis zum Ausbruch des Ersten Weltkriegs Teil der 8. Division (Standort Erfurt), die dem IV. Armee-Korps in Magdeburg (ab 1848) zugeordnet war. Mit Kriegsbeginn gehörte der Verband bis zum 25. Juli 1916 zur 2. Kavallerie-Division. Anschließend wechselte sie zur 1. Kavallerie-Division, wo sie bis zu ihrem Wechsel zur 6. Kavallerie-Division am 18. Oktober 1816 verblieb. Vom 6. Oktober 1917 an operierte sie eigenständig.

### Gliederung
- 1820 bis 1849

8. Kürassier-Regiment (2.Magdeburgisches) und 12. Husaren-Regiment (2. Magdeburgisches)
- 1850

9. Husaren-Regiment und 6. Ulanen-Regiment
- 1851

12. Husaren-Regiment und 6. Ulanen-Regimen
- 1852 bis 1859

Wie vor, zusätzlich 12. Landwehr-Husaren-Regiment und 6. Landwehr-Ulanen-Regiment
- 1860 bis 1866

Magdeburgisches Dragoner-Regiment Nr.6, Thüringisches Husaren-Regiment Nr.12,
Thüringisches Ulanen-Regiment Nr. 6, 6. Landwehr-Ulanen-Regiment, 12. Landwehr-Husaren-Regiment
- 1867

Schleswig-Holsteinisches Dragoner-Regiment Nr.13, Thüringisches Husaren-Regiment Nr.12, 12. Landwehr-Husaren-Regiment, 6. Landwehr-Ulanen-Regiment
- 1868 bis 1869

Wie vor, ohne Landwehr-Regimenter
- 1871 bis 1882

Thüringisches Husaren-Regiment Nr.12 und Magdeburgisches Dragoner-Regiment Nr.6
- 1882 bis 1884

Magdeburgisches Husaren-Regiment Nr.10 und Thüringisches Husaren-Regiment Nr.12
- 1884 bis 1914

Kürassier-Regiment „von Seydlitz“ (Magdeburgisches) Nr. 7 und Thüringisches Husaren-Regiment Nr. 12
- Kriegsgliederung bei Mobilmachung 1914

Wie vor

### Deutscher Krieg 1866
Im Krieg Preußens gegen das Kaisertum Österreich nahm die Brigade unter Führung des Generalmajors Georg von der Groeben im Juli 1866 an der entscheidenden Schlacht bei Königgrätz teil.

### Deutsch-Französischer Krieg 1870/1871
Mit Beginn des Krieges gegen Frankreich übernahm General Hiob von Hontheim das Kommando über die Brigade und führte sie in den Kämpfen bei Weißenburg, Wörth, Beaumont, Sedan und Artenay.

### Erster Weltkrieg
Mit Beginn des Krieges war die Brigade im Verband der 2. Kavallerie-Division an den Kämpfen an der Westfront beteiligt, bis sie Ende Oktober/Anfang November 1914 an die Ostfront verlegt wurde und dort bis zum Kriegsende verblieb.
Zu den Kampfhandlungen, Gefechten und Schlachten siehe Kampfgeschehen der 2. Kavallerie-Division und Kampfgeschehen der 1. Kavallerie-Division

### Brigadekommandeure
| Name                                            | Datum                                               |
| ----------------------------------------------- | --------------------------------------------------- |
| Karl Georg von Loebell                          | 7. November 1816 bis 31. Mai 1832                   |
| Karl von Malachowski und Griffa                 | 1. Juni 1832 bis 6. April 1842                      |
| August von Beyer                                | 7. April 1842 bis 23. August 1848                   |
| Reinhardt Graf zu Solms-Laubach                 | 24. August 1848 bis 13. Oktober 1848                |
| Johann von Giese                                | 14. Oktober 1848 bis 27. August 1849                |
| Friedrich Adolf von Willisen                    | 28. August 1849 bis 9. Juni 1856                    |
| Wilhelm von Schlichten                          | 10. Juni 1856 bis 7. Juli 1858                      |
| Hugo Eberhard zu Münster-Meinhövel              | 8. Juli 1858 bis 24. Juni 1864                      |
| Wilhelm zu Mecklenburg                          | 25. Juni 1864 bis 20. November 1864                 |
| Georg von der Groeben                           | 21. November 1864 bis 29. Oktober 1866              |
| Tamm von Flemming                               | 30. Oktober 1866 bis 20. November 1869              |
| Karl von Strantz                                | 21. November 1869 bis 19. Mai 1871                  |
| Hermann von Rantzau                             | 20. Mai 1871 bis 14. August 1872                    |
| Wilhelm von Winterfeld                          | 15. August 1872 bis 11. Dezember 1876               |
| Adolf von Brozowski                             | 12. Dezember 1876 bis 28. April 1879                |
| Oskar von Strachwitz                            | 29. April 1879 bis 14. Mai 1883                     |
| Heinrich von Thiele                             | 15. Mai 1883 bis 21. März 1889                      |
| Ernst von Leipziger                             | 22. März 1889 bis 15. Juni 1891                     |
| Willy von Haeseler                              | 16. Juni 1891 bis 12. Mai 1895                      |
| Adolf von Kröcher                               | 13. Mai 1895 bis 21. Mai 1900                       |
| Carl von Plüskow                                | 22. Mai 1900 bis 23. April 1904                     |
| Axel Freiherr von Maltzahn                      | 24. April 1904 bis 1. Mai 1908                      |
| Robert Loeb                                     | 2. Mai 1908 bis 19. Februar 1912                    |
| Georg Thumb von Neuburg                         | 20. Februar 1912 bis 15. September 1914             |
| Alexander Karl Albert Robert von Heydemann      | 16. September 1914 bis 6. Februar 1915              |
| Arthur von Ledebur                              | 7. Februar 1915 bis 15. Juni 1915                   |
| Karl Freiherr von Broich                        | 16. Juni 1915 bis 12. August 1916                   |
| Hans Leopold Freiherr von Maltzahn              | 13. August 1916 bis Kriegsende                      |
| Walter Freiherr Treusch von Buttlar-Brandenfels | 20. Januar 1919 bis 28. Juni 1919 (Demobilisierung) |